# L'Amour-carotte
Pour plus de détails, voir Fiche technique et Distribution.
L'Amour-carotte (en russe : Любовь-морковь, Lyubov-Morkov) est une comédie réalisée par Alexandre Strijenov, sortie sur les écrans russes en 2007.

## Synopsis
Andreï (Gocha Koutsenko) et Marina (Kristina Orbakaitė) sont mariés depuis 7 ans et leur couple est au bord de la rupture. Andreï est avocat, Marina directrice de galerie. L'un et l'autre ont réussi leur vie professionnelle : Marina vend aux enchères la toile de Marc Chagall, Au-dessus de la ville, pour 2 millions de dollars, Andreï est félicité par son chef, Oleg Néron (Andreï Ourgant), qui lui propose de devenir associé, à la condition qu'il se couche dans une future affaire l'opposant à un milliardaire...
Le couple se donne une dernière chance en sollicitant l'aide du mystérieux docteur Kogan (Mikhaïl Kozakov). « Le seul moyen de retrouver l'harmonie perdue est de se plonger dans l'âme de la personne aimée, d'être elle » déclare l'étrange docteur, comme jetant un sortilège.
Et le charme s'accomplit effectivement : au réveil, les deux époux ont échangé leurs corps ! Si Marina est très vite enchantée de cette transformation - elle a des muscles - Andreï est quant à lui atterré - il a des seins. Puis l'un et l'autre doivent assumer les obligations professionnelles de l'autre. Marina s'efforce de participer aux after hours de son fêtard de mari, et Andreï sait tout ce que pensent les amies de sa femme sur son compte, et le portrait n'est pas très flatteur.
Pendant ce temps, un gang de pieds nickelés prépare le vol du Chagall, vol commandité par celui-là même qui en a effectué l'achat, le milliardaire Félix Korogodski (Andreï Krasko). Il s'agit du même milliardaire qui s'est entendu avec Oleg Néron pour qu'Andreï convainque sa cliente, l'épouse délaissée, d'accepter les conditions du divorce à l'amiable.
Les événements prennent bien entendu une autre tournure ! Marina, avocate, reconnaît le milliardaire qui a acquis le Chagall et, in extremis, interdit à l'épouse flouée de signer l'arrangement. À la colère de Néron et au désespoir d'Andreï qui voit là la fin de sa brillante carrière !
Andreï, pour sa part, au musée où aura lieu la remise du tableau, peine à expliquer à un auditoire d'experts interloqués, les « taches de couleurs, plus grandes ici, plus petites là » d'une œuvre d'art moderne.
Les va-et-vient des deux gangsters perdus dans le musée, la toile entre les mains, suscitent les soupçons des babouchka et alertent Andreï. Il se lance tout de suite à leur poursuite, mais est fait prisonnier dans l'usine désaffectée où les gangsters doivent remettre leur butin. 
Andreï arrive à se défaire de ses liens. Il sait dorénavant qui est le commanditaire, s'empare de la toile et prend la fuite, rejoint par Marina. Dans la course poursuite qui s'ensuit, Korogodski à leurs trousses, la voiture d'Andreï et Marina plonge dans la Moskova, où nos deux héros retrouvent leurs identités respectives. 
Korogodski est arrêté et le tableau Au-dessus de la ville retourne dans la galerie. Maintenant, Marina attend un heureux événement.

## Distribution
- Gocha Koutsenko : Andreï Goloubev
- Kristina Orbakaitė : Marina Goloubeva
- Andréï Ourgant : Oleg Néron, chef de Andreï
- Andreï Krasko : le milliardaire Félix Korogodski
- Ekaterina Strijenova : Anastasia, son épouse
- Mikhaïl Kozakov : le docteur Kogan
- Evgueni Stytchkine : Karlo, le chef du gang
- Alexandre Robak : Vova, un membre du gang